# 科威特省 (伊拉克)
科威特省是伊拉克入侵科威特以后在科威特领土上建立的一个省，为伊拉克的第19个省。1990年设立，其前身为伊拉克的傀儡政权科威特共和国。科威特省包含科威特南部领土；科威特北部领土则设立萨达米亚特阿勒米特拉区，并划归巴士拉省。
伊拉克拒绝自科威特撤军，导致海湾战争的爆发，1991年2月26日科威特复国，科威特省被撤销。